# Weimarer Schillerverein
Der Weimarer Schillerverein e. V., der sich in Weimar nach der deutschen Wiedervereinigung 1991 konstituierte, entstand aus dem 1970 gegründeten Zentralen Arbeitskreis Friedrich Schiller im Kulturbund der DDR. Er ist ein juristisch selbständiger Tochterverein der Marbacher Deutschen Schillergesellschaft und ist in deren Ausschuss vertreten.
Ziel des Vereins ist es, in enger Zusammenarbeit mit der Marbacher Muttergesellschaft und der Klassik Stiftung Weimar, das Erbe Schillers und der klassischen deutschen Literatur lebendig zu halten. Ferner soll (lt. Satzung) „die Vermittlung seines Werkes durch wissenschaftliche Einrichtungen, Schule, Theater und moderne Medien“ gefördert werden, in direkter Nachfolge zu den Intentionen des ursprünglichen Zentralen Arbeitskreises Friedrich Schiller. Dies geschieht seit den 1970er Jahren vor allem an den jährlich im November stattfindenden Weimarer Schiller-Tagen, in deren Mittelpunkt Theaterbesuche und wissenschaftliche Vorträge von namhaften Schillerforschern stehen. Zu den Schiller-Tagen wurden für die Arbeitskreis-Mitglieder in der DDR-Zeit jeweils Jahresgaben von Werken von Schiller oder über diesen herausgegeben, die zumeist in den Verlagen Insel (u. a. 5 Titel der Insel-Bücherei) und Aufbau verlegt wurden.